# Holtensen (Barsinghausen)
Holtensen ist ein Stadtteil von Barsinghausen in der niedersächsischen Region Hannover.
Mit seinen rund 250 Einwohnern zählt das Dorf zu den kleinsten der 18 Stadtteile. Aufgrund der Namensgleichheit mit den ebenfalls in Deisternähe liegenden Ortschaften Holtensen (Wennigsen) und Holtensen (Springe) wird der Name zumeist um den Zusatz Barsinghausen ergänzt.

## Geografie
Holtensen liegt im Nordwesten des Calenberger Landes an der Landesstraße 392 und direkt an der Abfahrt 39 der Bundesautobahn 2. In unmittelbarer Nachbarschaft liegen südlich die ebenfalls zu Barsinghausen gehörenden Ortschaften Groß Munzel und Ostermunzel, im Westen und Nordwesten Kolenfeld (zu Wunstorf) und Wunstorf, im Nordosten der Seelzer Stadtteil Dedensen.

## Geschichte
Holthusen, das heutige Holtensen, wird zuerst 1288 erwähnt, als das Stift Wunstorf den dortigen Zehnt verkaufte. Aufgrund der Namensbildung wird jedoch vermutet, dass der Ort deutlich älter ist.
Im späten Mittelalter bestand ein kleines Rittergut, ein so genannter Sattelhof, als Lehen des Bistums Minden. Im 16. Jahrhundert gab es außerdem vier Meierhöfe, vier Halbmeier und acht Köthner in Holtensen.
Schon 1732 muss es eine Schule gegeben haben, da der Tod des Schulmeisters berichtet wird. Das Schulgebäude wurde 1778 erbaut, 1871 wieder abgerissen und jeweils durch einen Neubau ersetzt. Im einzigen Schulzimmer wurden bis 1930 drei Jahrgangsstufen unterrichtet (1.–2. Schuljahr, 3.–4. Schuljahr und 5.–8. Schuljahr). 1949 wurde ein zweiter Lehrer eingestellt. Der Schulbetrieb wurde 1954–55 in ein neues Gebäude verlegt und bis 1968 schrittweise eingestellt.

### Eingemeindung
Im Zuge der Gebietsreform in Niedersachsen verlor die Gemeinde Holtensen am 1. März 1974 ihre politische Selbständigkeit und wurde ein Stadtteil der Stadt Barsinghausen.

### Einwohnerentwicklung
| Jahr      | 1910  | 1925  | 1933  | 1939  | 1950  | 1956  | 1961  | 1970  | 1973  | 2022  |
| --------- | ----- | ----- | ----- | ----- | ----- | ----- | ----- | ----- | ----- | ----- |
| Einwohner | 257   | 233   | 180   | 206   | 413   | 309   | 265   | 222   | 183   | 250   |
| Quelle    | [ 4 ] | [ 5 ] | [ 5 ] | [ 5 ] | [ 6 ] | [ 6 ] | [ 7 ] | [ 7 ] | [ 1 ] | [ 2 ] |

|  |

## Politik

### Stadtrat und Bürgermeister
Holtensen wird auf kommunaler Ebene vom Rat der Stadt Barsinghausen vertreten.

### Wappen
Der Entwurf des Kommunalwappens von Holtensen stammt von dem Heraldiker und Grafiker Alfred Brecht, der zahlreiche Wappen in der Region Hannover erschaffen hat. Die Genehmigung des Wappens wurde am 16. November 1961 durch den Regierungspräsidenten in Hannover erteilt.
| Wappen von Holtensen | Blasonierung: „Blau : Silber geteilt, oben vor rotem Balken ein wachsender, golden bewehrter und gekrönter, silberner Löwe, unten drei rote Wecken.“ |
| Wappen von Holtensen | Wappenbegründung: Mit dem Wappen wird die Frühzeit des Ortes und die Oberherrschaft der Wunstorfer Grafen betont und das Andenken des hier bezeugten Geschlechts „von Holthusen“ geehrt, das drei Wecken (Rauten) im Dreipass im Schilde geführt hat. Die geschichtlichen Grundlagen des Dorfes, das im 12. Jahrhundert durch das sich nach dem Ort nennende Adelsgeschlecht bestätigt ist, also sicher vor Heinrichs des Löwen Zeit entstand, regten zu den Symbolen im Gemeindewappen an. |

## Kultur und Sehenswürdigkeiten

### Dorfwerkstatt Holtensen
Seit Januar 2018 gibt es in Holtensen eine Dorfwerkstatt. Unter dem Slogan „Dorfleben neu definieren“ haben sich folgende Standbeine entwickelt:
- Verschiedene Projekte, Seminare und Veranstaltungen sollen das Dorf auch zukünftig interessant halten und gleichzeitig die Gemeinschaft stärken
- Die Pflege des Dorfes (das Pflanzen von Blumen oder das Säubern von unschönen Ecken)
- Das geschichtliche Erbe des Dorfes aufarbeiten und für die Nachwelt mit modernen Mitteln zur Verfügung stellen (Geschichten von früher aufzeichnen und dokumentieren)